# Lasse Hallström
Lars Sven Hallström, detto Lasse (AFI: [ˈla.ˈsɛ ˈhal.ˈstrœm]; Stoccolma, 2 giugno 1946), è un regista svedese.
Due volte candidato al premio Oscar al miglior regista, sono da ricordare i suoi film Buon compleanno Mr. Grape, Le regole della casa del sidro, Chocolat e Hachiko - Il tuo migliore amico

## Biografia
Figlio di un dentista e della scrittrice e sceneggiatrice Karin Lyberg, Hallström cresce in una famiglia dell'alta borghesia svedese, tanto è vero che suo nonno materno era Ernst Lyberg, ministro delle finanze svedese e capo del partito liberale negli anni '20 e '30. Tra i suoi primi lavori è da ricordare anche la direzione di quasi tutti i videoclip degli ABBA, gruppo musicale pop svedese, e della band The Ark. La sua prima candidatura agli Oscar avviene con La mia vita a quattro zampe nel 1988 mentre la seconda la ottiene Le regole della casa del sidro. Nel 2012 dirige il film L'ipnotista, tratto dal best seller omonimo dello scrittore svedese Lars Kepler.

## Vita privata
Dalla prima moglie Malou, con cui è stato sposato dal 1974 al 1981, ha avuto un figlio, Johan (1976). È sposato dal 1994 con l'attrice Lena Olin da cui ha avuto una figlia, Tora (1995). È vegano.

## Filmografia
- ABBA spettacolo (ABBA: The Movie) (1977) - documentario
- Father to Be (Jag är med barn) (1979)
- Tuppen (1981)
- Två killar och en tjej (1983)
- La mia vita a quattro zampe (Mitt Liv Som Hund) (1985)
- Alla vi barn i Bullerbyn (1986)
- Mer om oss barn i Bullerbyn (1987)
- Ancora una volta (Once Around) (1991)
- Buon compleanno Mr. Grape (What's Eating Gilbert Grape) (1993)
- Qualcosa di cui... sparlare (Something to Talk About) (1995)
- Le regole della casa del sidro (The Cider House Rules) (1999)
- Chocolat (2000)
- The Shipping News - Ombre dal profondo (2001)
- Il vento del perdono (An Unfinished Life) (2005)
- Casanova (2005)
- L'imbroglio - The Hoax (The Hoax) (2006)
- Hachiko - Il tuo migliore amico (Hachi: A Dog's Story) (2009)
- Dear John (2010)
- Il pescatore di sogni (Salmon Fishing in the Yemen) (2011)
- L'ipnotista (Hypnotisören) (2012)
- Vicino a te non ho paura (Safe Haven) (2013)
- Amore, cucina e curry (The Hundred-Foot Journey) (2014)
- Qua la zampa! (A Dog's Purpose) (2017)
- Lo schiaccianoci e i quattro regni (The Nutcracker and the Four Realms), co-diretto insieme a Joe Johnston (2018)
- Hilma (2022)
- La mappa che mi porta a te (The Map That Leads to You) (2025)

## Riconoscimenti
- 2024 - Guldbagge
  - Premio onorario